# بنگ بنگ (ترانه ریتا اورا و ایمانبک)
«بنگ بنگ» (به انگلیسی: Bang Bang) ترانه‌ای از خوانندهٔ انگلیسی ریتا اورا و تهیه‌کنندهٔ قزاقی ایمانبک می‌باشد که در ۱۲ فوریهٔ سال ۲۰۲۱ به‌عنوان یک تک‌آهنگ تبلیغاتی از آلبوم چندآهنگهٔ گروهی آن‌ها تحت عنوان بنگ (۲۰۲۱) منتشر گردید. این ترانه از اکسل اف از هارولد فالترمایر که در سال ۱۹۸۴ منتشر شده بود، نمونه‌برداری شده‌است.